# Hildegardia merrittii
Hildegardia merrittii är en malvaväxtart som först beskrevs av Elmer Drew Merrill, och fick sitt nu gällande namn av André Joseph Guillaume Henri Kostermans. Hildegardia merrittii ingår i släktet Hildegardia och familjen malvaväxter. Inga underarter finns listade i Catalogue of Life.